# Lőrinc György
Lőrinc György, Lőwy (Nagyvárad, 1917. március 17. – Budapest, 1996. július 21.) magyar táncművész, balettmester, koreográfus, balettigazgató.

## Pályája

### Koreográfus, táncos
Lőwy Andor szabómester negyedik gyermekeként született. Hétéves korától táncolt nagyváradi mulatókban, alkalmi pódiumokon. Tizenöt évesen Budapestre került, ahol Szentpál Olga és Rabinovszky Máriusz tanítványa volt, illetve a Szentpál mozgásművész tánccsoport tagja. 1933-tól 1942-ig rendszeresen sikerrel lépett fel saját szóló koreográfiáival, többnyire önálló esteken Nagyváradon, Budapesten és Párizsban. 1936-ban Kurt Jooss iskolájában tanult az angliai Dartington Hall-ban, 1937-ben a Gyagilev balett egyik utódtársulatánál, a Colonel de Basil vezette együttesnél volt tag Londonban. 1941-es térdműtétje után már nem magának, hanem a Szentpál-csoportnak készítette táncait, de ő koreografálta a Major Tamás rendezte, legendás Karnyóné táncbetéteit is (1942). (Major az előadást „életünk legjobb előadásának, legnagyobb sikerének” nevezte, aminek egyik titka az volt, hogy „Lőrinc Gyuri valami csodálatos pantomimet csinált” hozzá.) Emellett tánctanítással foglalkozott a Szentpál iskolában.
1942. május 12-én házasságot kötött Radó Évával, a Szentpál-csoport tagjával. 1942-től 1944-ig munkaszolgálatos volt, majd 1948-ig hadifogoly a Szovjetunióban. 1948–49-ben a Szegedi Nemzeti Színház balettegyüttesét vezette; az itt bemutatott A csodálatos mandarin koreográfiája (1949) a Bartók mű első olyan hazai adaptációja volt, mely hűséges maradt az eredeti Lengyel Menyhért forgatókönyvhöz. (Az öreg gavallért maga táncolta, ez volt utolsó fellépése.)

### Balettpedagógus
A szegedi társulat központilag elrendelt feloszlatása (1949) után a táncpedagógia felé fordult; az ő elképzelései alapján jött létre az Állami Balett Intézet (ma: Magyar Táncművészeti Egyetem) 1950-ben, és 1961-ig ő volt az első igazgatója is. Az Intézet vezetésébe bevonta Nádasi Ferencet, felhasználva a Nádasi-iskola pedagógiai örökségét, ötvözve azt a szovjet Vaganova-módszerrel. Tanítványa volt például Dózsa Imre, Forgách József, Fodor Antal, Szőnyi Nóra, Krámer György, Kiss János. Az 1979-ben végzett, feleségével közösen tanított évfolyamból alakult meg a Győri Balett.

### Balettigazgató

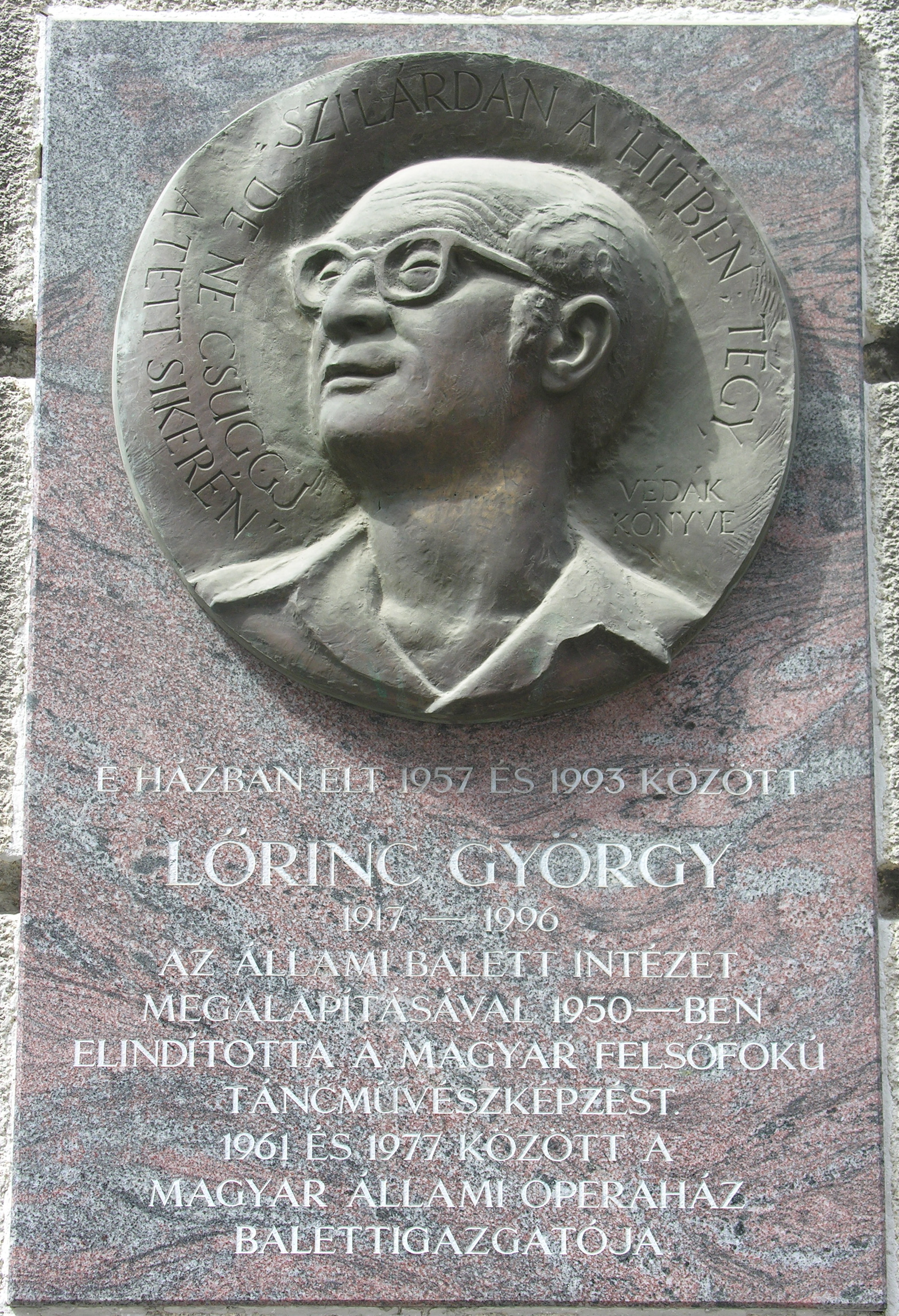
Lőrinc György emléktáblája egykori lakhelyén, a Tátra utca 20/b szám alatt

1961 és 1977 között az Operaház balettegyüttesének igazgatója volt. A hagyományok ápolása mellett hangsúlyt fektetett a modern magyar és külföldi koreográfiák bemutatására. „Kitágította az alkotói stílusok és műfajok horizontját. Az ő érdeme, hogy az 1960-as londoni premier után viszonylag gyorsan kerülhetett sor az angol nemzeti balett nagy klasszikusa, Sir Frederick Ashton egyik „alapműve”, A rosszul őrzött lány budapesti bemutatójára (1971), s hamarosan a Béjart-estre (1973), amely … akkoriban egyenesen kultúrtörténeti jelentőségre tett szert.” Az ő korszakában „az Operaház balettegyüttese addigi történetének látványos fénykorát érte el. ... az elsődlegesen karakterstílusú balettegyüttesből fokozatosan klasszikus, neoklasszikus és modern felkészültségű, széles, korszerű repertoárral rendelkező társulat fejlődött ki. Az eredmények elválaszthatatlanul fonódtak össze Lőrinc György koncepciózus vezetésével.”
Kutszegi Csaba újabb értékelése szerint Lőrinc a „Kádár-rendszerben is egy határig preferált” hagyományok „helyett inkább a vasfüggönyön túlra kacsingatott”, és végül „sikerült … egy, manapság is a magyar balettművészet virágkoraként emlegetett, igen sikeres korszakot létrehoznia és levezényelnie.”
Együttműködésükről Seregi László koreográfus azt írta: „Az összes balettem keletkezésének nemcsak szemtanúja, hanem alkotó „konzultánsa” is volt… Lakásán számtalan éjjelbe nyúló beszélgetésen, Zsuzsa asszony keserű teája mellett alakultak a művek. Spartacus, Bartókok, Sylvia, Cédrus, Rómeó. Az én szívem mellett az övé is dobogott. Mentorom lett.”
Felesége, Merényi Zsuzsa balettmester, a Vaganova-féle balettmetodikai módszer hazai meghonosítója. Egyik lánya, Lőrinc Katalin szintén táncos, koreográfus, táncpedagógus. 
Emlékére alapította a Magyar Táncművészeti Főiskola a Lőrinc György-díjat, melyet táncpedagógusok kapnak. Nevét őrzi a Nemzeti Táncszínház Lőrinc György-bérlete.

## Koreográfiái
- Szólószámok Edvard Grieg, Georg Friedrich Händel, Alexandre Scriabine, Christoph Willibald Gluck, Bartók Béla műveire (1930-as évek)
- Modeszt Petrovics Muszorgszkij: Isten előtt (1935)
- Tücsök és hangya (1942)
- Bartók Béla: A csodálatos mandarin (1949)
- Sugár Rezső: Ácisz és Galatea (Pécs 1960)
- Claude Debussy: Egy faun délutánja (Pécs 1960, TV 1962)
- Dávid Gyula: Nádasban (Szegedi Nemzeti Színház, 1961)
- Ludwig van Beethoven: Prometheusz teremtményei (Állami Balett Intézet - Operaház, vizsgaelőadás, 1972)

## Táncbetétek színházi előadásokhoz
- Csokonai Vitéz Mihály: Özvegy Karnyóné és a két szeleburdiak (1942, Városi Színház, rendezte Major Tamás)
- Molière: Tolakodók/Kotnyelesek (1942, Városi Színház, rendezte Major Tamás. A bemutató elmaradt.)
- William Shakespeare: Szentivánéji álom (1948, Nemzeti Színház, rendezte Major Tamás)

## Könyvei
- A balettművészet felé… (Budapest, 1961)
- Methodik des klassischen Tanzes (szerkesztő, Berlin, első kiadás: 1964)
- Budapesti Balett. A Magyar Állami Operaház balettegyüttese (Körtvélyes Gézával közösen, Budapest, 1971)
- A klasszikus pas de deux metodikája; társszerző; Tankönyvkiadó, Bp., 1985